# Wageningen University & Research
Wageningen University & Research (também conhecida como Wageningen UR; abreviatura:WUR) é uma universidade pública em Wageningen, Holanda, especializada em disciplinas técnicas e de engenharia e um importante centro de ciências da vida e pesquisa agrícola. Ela está localizada em uma região da Holanda conhecida como Food Valley.
O WUR consiste na Universidade de Wageningen e no antigo instituto de pesquisa agrícola do Ministério da Agricultura da Holanda. A Universidade de Wageningen treina especialistas (bacharelado, mestrado e PhD) em ciências da vida e sociais e concentra sua pesquisa em problemas científicos, sociais e comerciais no campo das ciências da vida e recursos naturais. É amplamente conhecida por seus programas de agricultura, silvicultura e estudos ambientais. A universidade tem cerca de 12.000 alunos de mais de 100 países. É também membro da rede universitária Euroleague for Life Sciences (ELLS).
A WUR foi colocada entre as 150 melhores universidades do mundo por quatro tabelas de classificação principais. Wageningen foi eleita a universidade número um na Holanda por quinze anos consecutivos. A universidade está listada em 59º lugar no ranking do Times Higher Education e a melhor do mundo em agricultura e silvicultura pelo QS World University Rankings 2016–2020. A Universidade de Wageningen é classificada em primeiro lugar nas áreas de ciência de plantas/animais, meio ambiente/ecologia e ciências agrícolas pelo US News & World Report. A universidade é amplamente considerada como a melhor instituição de pesquisa agrícola do mundo.

## História
Em 1876, a Rijkslandbouwschool (Faculdade Agrícula Nacional) foi fundada em Wageningen. Devido ao desenvolvimento do treinamento para um nível educacional superior, ela mudou em 1896 para Hoogere Land- en Boschbouwschool (Colégio Agrícola e Florestal) e em 1904 em Rijks Hoogere Land-, Tuin- en Boschbouwschool (Colégio Nacional de Agricultura, Horticultura e Florestas).
Em 1918, a escola tornou-se acadêmica por lei (Lei de Educação Acadêmica). O nome mudou para Rijks Landbouw Hoogeschool (Faculdade Agrícula Nacional). A data de abertura e a data de início oficial é 9 de março de 1918.
Em 2009, foi decidido que a Universidade usaria consistentemente o nome inglês em sua comunicação, e que a pesquisa universitária poderia ser apresentada com o nome da universidade: Wageningen University (WU) (como alternativa ao uso do nome Wageningen UR). Em 6 de setembro de 2016, a Wageningen University e os institutos de pesquisa se tornaram uma marca conjunta: Wageningen University & Research (WUR).

### Programas de bacharelado

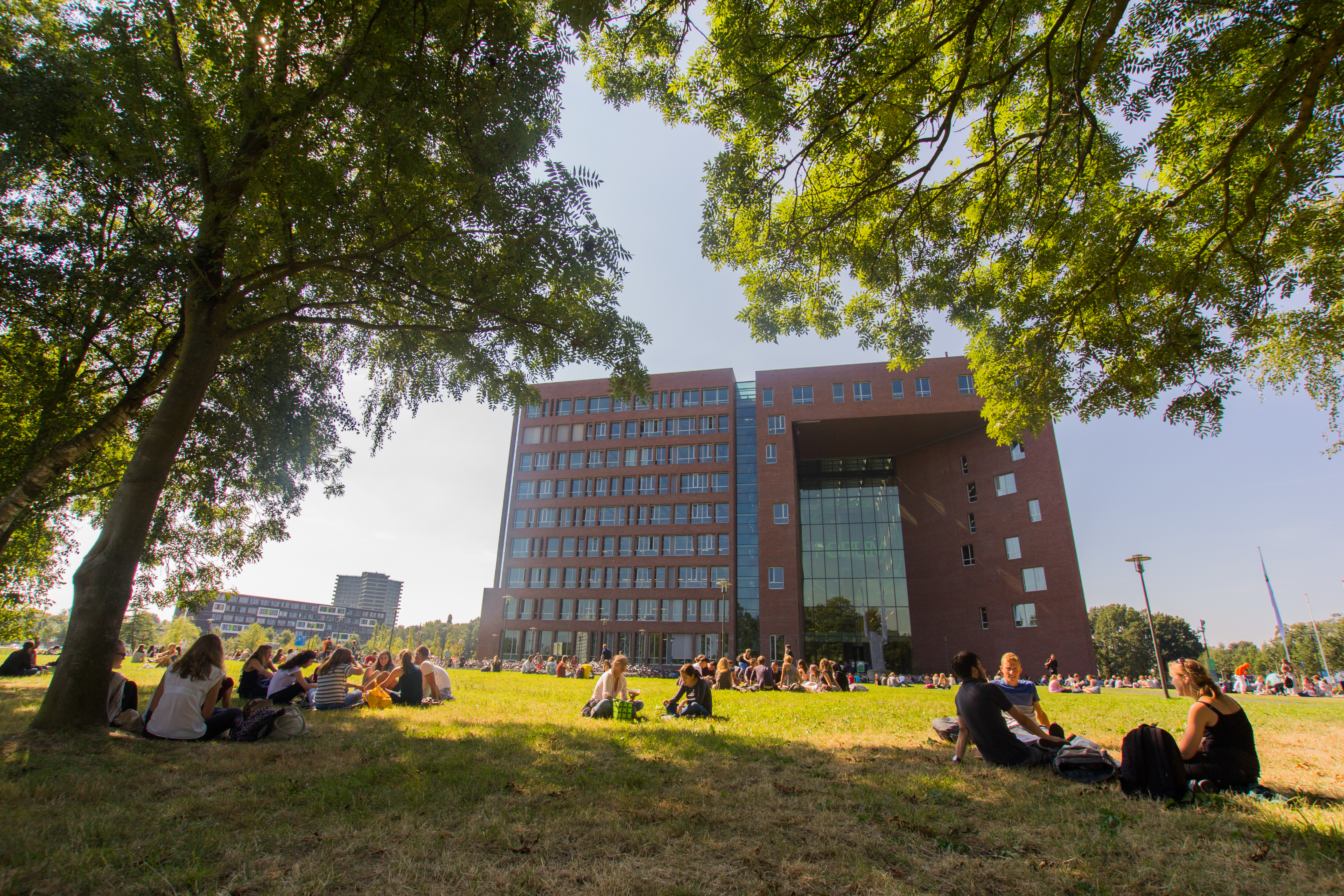
Forum, um dos chamarizes do Campus de Wageningen

A universidade oferece 19 programas de bacharelado (2018-2019). Para alguns deles, o idioma de instrução é o inglês. Outros programas instruem em holandês e inglês. Os programas começam todos os anos em setembro, duram três anos e consistem em 180 créditos ECTS. Os programas estão nas áreas de economia e sociedade, saúde, ciências biológicas e tecnologia, natureza e meio ambiente, animais e plantas.

### Programas de mestrado

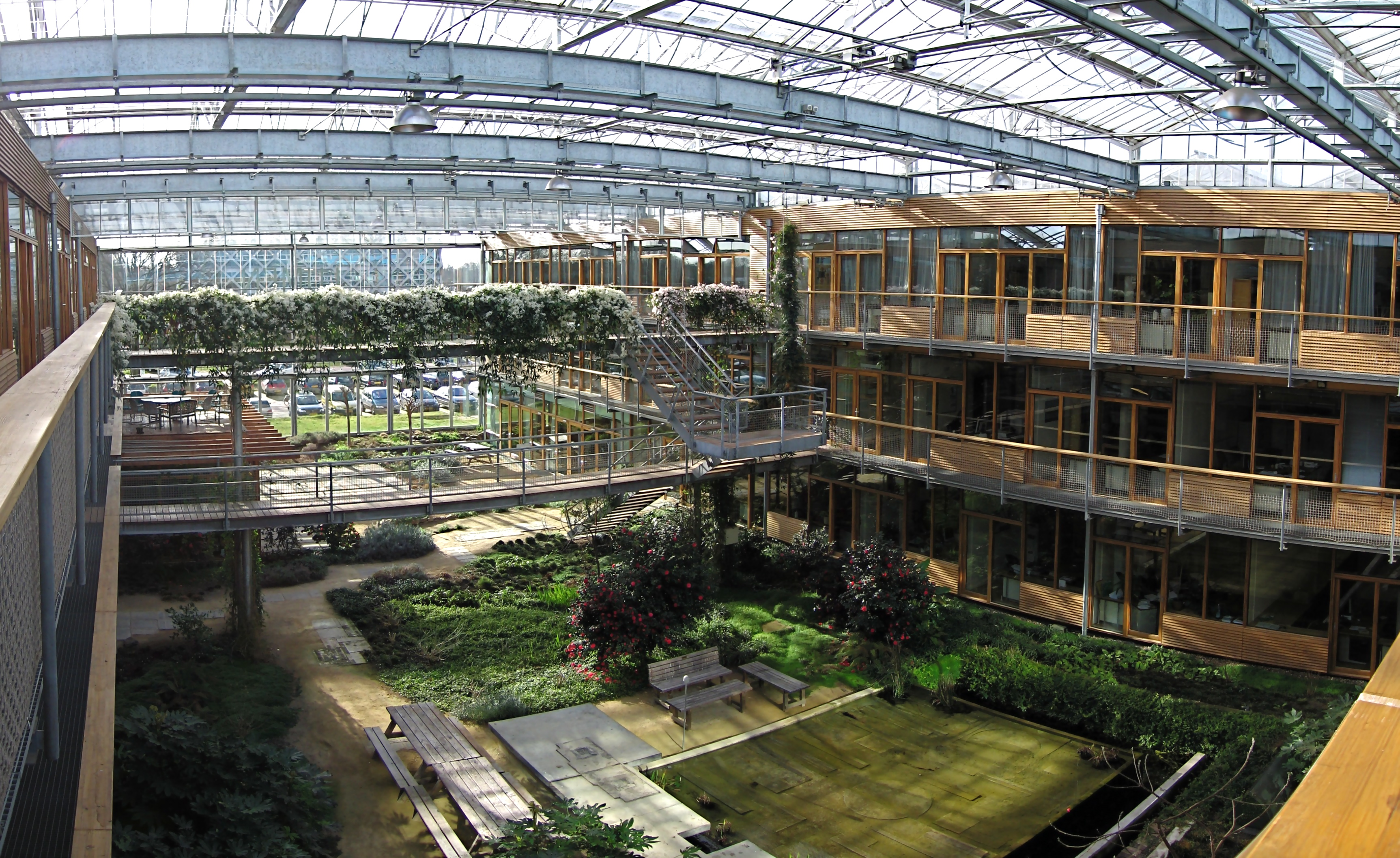
Panorama da estufa do edifício Lumen

A Universidade de Wageningen oferece 36 programas diferentes de mestrado (2017-2018) e dois programas de mestrado online. A língua de instrução para todos os programas de mestrado é o inglês. Os programas começam todos os anos em setembro, têm a duração de dois anos e consistem em 120 créditos ECTS. A maioria dos programas oferece várias especializações e possibilidades para diploma.

### Programa de doutorado
O programa de doutorado é um programa de quatro anos que consiste em um componente de pesquisa (realização de pesquisas sob supervisão e redação de uma tese) e um componente educacional menor (até 15 por cento do tempo total de doutorado). Para se candidatar a uma posição de PhD, o candidato deve entrar em contato com uma das seis Escolas de Pós-Graduação da Universidade de Wageningen. Para garantir uma supervisão adequada, o assunto da pesquisa deve se enquadrar no programa de pesquisa de uma Escola de Pós-Graduação.

## Controvérsia
A Universidade Wageningen foi criticada devido a alegações de parcialidade na pesquisa. Um caso diz respeito a uma pesquisa sobre o distúrbio do colapso das colônias de abelhas. A pesquisa conduzida por Tjeerd Blacquière sobre o assunto causou polêmica devido ao financiamento recebido para a pesquisa do produtor alemão de pesticidas Bayer, o maior produtor mundial de inseticidas neonicotinoides, um fator suspeito para o distúrbio do colapso das colônias.
Em 2018, a revista holandesa OneWorld foi a tribunal na tentativa de exigir acesso a contratos entre WUR e Bayer, Syngenta e Monsanto, mas OneWorld acabou perdendo o processo judicial.

## Rankings

### Rankings Internacionais
No campo das ciências da vida, ciências agrícolas e ambientais, a universidade é considerada de classe mundial. De acordo com o Times Higher Education World University Rankings, é a melhor universidade da Holanda, e a nº 1 mundial em agricultura e silvicultura em 2017 no QS World University Rankings.